# Flomena Cheyech
Flomena Cheyech Daniel (née le 5 juillet 1982) est une athlète kényane, spécialiste des courses de fond.

## Biographie
En 2014, elle remporte le marathon de Paris en établissant un nouveau record personnel en 2 h 22 min 42 s.

## Palmarès
| Date | Compétition          | Lieu    | Résultat | Épreuve  | Temps           |
| ---- | -------------------- | ------- | -------- | -------- | --------------- |
| 2013 | Marathon de Vienne   | Vienne  | 1re      | Marathon | 2 h 24 min 34 s |
| 2014 | Marathon de Paris    | Paris   | 1re      | Marathon | 2 h 22 min 42 s |
| 2014 | Jeux du Commonwealth | Glasgow | 1re      | Marathon | 2 h 26 min 45 s |
| 2016 | Marathon de Boston   | Boston  | 6e       | Marathon | 2 h 33 min 40 s |

## Records personnels
| Épreuve       | Performance     | Lieu  | Date            |
| ------------- | --------------- | ----- | --------------- |
| 10 000 m      | 31 min 38 s 50  | Kobe  | 11 octobre 2008 |
| Semi-marathon | 1 h 07 min 39 s | Ostie | 3 mars 2013     |
| Marathon      | 2 h 22 min 42 s | Paris | 6 avril 2014    |